# ムア・ラファティ
ムア・ラファティ（Mur Lafferty, 1973年7月25日-）は、アメリカ合衆国ノースカロライナ州ダーラム在住の作家。

## 経歴
2011年、短編 "1963: The Argument AgainstLouis Pasteur" で商業作家デビューし、2013年のジョン・Ｗ・キャンベル新人賞を受賞。
2013年、デビュー長編『魔物のためのニューヨーク案内』刊行。
2017年、初のSF長編『六つの航跡』刊行。翌2018年のヒューゴー賞、ネビュラ賞、フィリップ・K・ディック賞の候補となった。
また、2004年からポッドキャストでＳＦ、ファンタジー、ホラーなどのエッセイや小説を発表しており、ヒューゴー賞ファンキャスト部門をはじめ複数の賞を受賞している。

## 主な作品

### 長編

#### The Shambling Guides シリーズ
- 『魔物のためのニューヨーク案内』杉田八重訳、創元推理文庫、2017年（A Shambling Guide to New York, 2013）
- The Ghost Train to New Orleans, 2014[3]

#### 他の長編
- 『六つの航跡』茂木健訳、創元SF文庫、2018年（Six Wakes, 2017）
- 『マインクラフト なぞの日記』金原瑞人・松浦直美訳、竹書房、2019年

## 主な受賞歴
- 2007年 パーセク賞 執筆関連ポッドキャスト部門 受賞（I Should Be Writing）
- 2008年 パーセク賞 スペキュレイティブ・フィクション中長編部門 受賞（Heaven - Season Four: Wasteland[4]）
- 2008年 パーセク賞 スペキュレイティブ・フィクション長編部門 受賞（Playing for Keeps）
- 2013年 ジョン・W・キャンベル新人賞 受賞[5]
- 2018年 ヒューゴー賞ファンキャスト部門 受賞（Ditch Diggers）[6]